# María Teresa Luengo
María Teresa Luengo (* 25. November 1940 in Buenos Aires) ist eine argentinische Komponistin.
Luengo studierte bis 1969 Musikwissenschaft an der Pontificia Universidad Católica Argentina „Santa María de los Buenos Ayres“ Ihre Lehrer waren Alberto Ginastera, Luis Gianneo, Juan Francisco Giacobbe, Roberto Caamaño und Gerardo Gandini. Mit einem Kompositionsstipendium setzte sie 1973 ihre Ausbildung am Centro de Investigación en Comunicación Masiva, Arte y Tecnología der Stadt Buenos Aires bei Francisco Kröpfl (elektroakustische Musik), Gerardo Gandini (Technologie), Fernando von Reichenbach und Gabriel Brnčić (Musiklabor) fort und war Assistentin bei den Kompositionsklassen
von Peter Maxwell Davies.
1976 nahm sie mit zwei Kompositionen an der ExpoMúsica 76 des Centro de Arte y Comunicación (CAYC) teil. 1978 besuchte sie ein vom Goethe-Institut veranstaltetes einjähriges Seminar für zeitgenössische Musik des Komponisten Gandini. Hier komponierte sie das Orchesterstück El libro de los espejos, das unter Gandinis Leitung aufgeführt wurde.
1974 bis 1975 unterrichtete Luengo Charakterkunde der Musik an der Schule für Musiktherapie der Universidad de Salvador. Von 1975 bis 1977 und erneut ab 1989 unterrichtete sie zeitgenössische Musik an der Universidad Católica. 1984 erhielt sie den Lehrstuhl für Komposition an der Fakultät der Schönen Künste der Universidad Nacional de La Plata. 1990 entwarf sie den Lehrplan für elektroakustische Komposition für die Universidad Nacional de Quilmes, wo sie den Lehrstuhl für Komposition innehatte.

## Werke
- Preludios für Klavier (1963)
- Dos preludios für Orgel (1967)
- Miniatura para orquesta (1967)
- Sonata para piano 1965 (1964–65)
- Tres preludios para piano (1967)
- Seis preludios para cuarteto de cuerdas (1968)
- El castillo interior. Las moradas für Timba, Sopran, Mezzosopran, Frauenchor und Streicher (1968–1969)
- Heptafón für Flöte, Klarinette, Klavier und Streichquartett (1969)
- Ambito para cuarteto de cuerdas y piano (1971)
- Duetto für Violine und Klavier (1972)
- Cuatro Soles für Flöte, Oboe, Klavier, Cello und Perkussion (1973)
- Absolum für Synthesizer (1973)
- Del museo Imaginario für Violine, Viola, Klavier und Perkussion (1975)
- Mahlerianas für Klavier (1976)
- Libro de los espejos für zwei Flöten, Klarinette, Klavier, Violine, Viola, Cello und Perkussion (1978)
- Seis imágenes mágicas für Flöte, Klarinette, Cello und Perkussion (1978)
- Presencias, trío para flauta, violín y piano (1980)
- Navegante für Klavier und Perkussion (1983)
- Nao für Flöte, Oboe, Klarinette, Fagott und Horn (1983)
- Ecos por Tupac für Kontraaltflöte, Bassklarinette und Cello (1984)
- Taumanía, elektroakustische Musik zu dem Film von Pablo Delfini (1986)
- Las aguas de luz für zwei Flöten, Bassklarinette, Violine und Cello (1988–1989)
- Saltos transparentes für Klavier (1990–1991)
- Llamadas für Klavier (1993)
- Nave radiante für Violine und Klavier (1996)
- Vi un mar de cristal y fueto für zwei Flöten, Bassklarinette, Violine, Cello und Klavier (1997)
- Tan diverso y tan uno für Flöten, Klarinette, Violine, Cello und Klavier (1998)
- Now Sonoclip, elektroakustische Musik (2001)
- El pensamiento fugaz y la eternidad, elektroakustische Musik (2002)